# Nobody (usuário)
Em muitas variantes Unix, "nobody" é o nome convencional de uma conta de usuário que não possui arquivos próprios, não pertence a grupos privilegiados e não possui quaisquer outras capacidades além das que qualquer outro usuário possua.
É comum que daemons sejam executados como nobody, especialmente servidores, para limitar o dano que poderia ser causado por um usuário mal-intencionado que venha a obter controle sobre eles. Todavia, a utilidade desta técnica é reduzida se mais de um daemon é executado desta forma, pois na hipótese de obter-se controle sobre um, equivaleria a conseguir controlar todos os outros. O motivo é que processos que pertençam a nobody possuem a habilidade de enviar sinais uns para os outros e mesmo (no Linux) ptrace uns aos outros, o que significa que um processo pode ler e escrever na memória de outro processo. Criar uma conta para cada daemon, conforme recomenda a Linux Standard Base, estabelece uma política de segurança muito mais restritiva.